# Primas Germaniae
Primas Germaniae је историјска почасна титула за најважнијег римокатоличког бискупа (примаса) у немачким земљама. Током историје Светог римског царства тврдили су то надбискупи Мајнца, Тријера, Магдебурга и Салзбурга . Стварне прерогативе, међутим, вршили су бискупи који су имали ранг апостолског legatus natus. Док су Мајнц, Тријер и Магдебург изгубили достојанство примата 1648. миром у Вестфалији и наполеонском секуларизацијом 1802. године, салцбуршки надбискупи носе титулу до данас.

## Историја
Англосаксонски мисионар Бонифације сазвао је први синод Цонцилиум Германицум, ради реформе германских епископија у Франачком краљевству, 742. године. Када је три године касније добио архиепископску титулу и јурисдикцију над Мајнценском епархијом, покушао је да успостави Мајнц као седиште црквене провинције (метрополе), ривалирајући са ирским епископом Виргилијем из Салзбурга . Бискупија у Мајнцу подигнута је на надбискупију тек око 780; упркос томе, Бонифацијеви наследници владали су над највећом црквеном провинцијом у Немачкој, обављали функцију немачког архијерејског намесника, а такође су били и чланови изборног колегијума који су гласали за Римско-немачког краља и будућег цара .
Од око 900. године документована је титула Primas Germaniae, коју су надбискупи у Мајнцу држали као најважнијег метрополитанског бискупа и најплеменитијег принца-изборника Светог римског царства, иако никада није званично додељена.
Надбискуп у Маинзу остао је примус интер парес немачког бирача принчева и председавајући савета бирача принчева на царској дијети, имајући право да сазива и да председава самостаном да би изабрао новог цара. Немачким посредовањем и Коначним удубљењем царске депутације 1803. године, бирачко тело Мајнца је укинуто, а његова историјска достојанства пренесена су у новоосновану Кнежевину Регенсбург, створену за бившег надбискупа Карла Теодора фон Далберга, који је задржао Титула Primas Germaniae до његове смрти 1817.
Почасну титулу Primas Germaniae носио је и најплеменитији црквени члан Савета кнежева на царској дијети: прво надбискуп Магдебурга све док магдебуршка столица није била секуларизована 1648; након тога надбискуп Салзбурга .